# کی-۱۱
کی-۱۱ (انگلیسی: K-11) فیلمی در ژانر کمدی-درام به کارگردانی ژول استوارت است که در سال ۲۰۱۲ منتشر شد. از بازیگران آن می‌توان به گوران ویسنجیک، دی بی سویینی، تارا باک، کیت دل کاستیلو، الکساندرا گری و پورتیا دوبلدی اشاره کرد.